# Gabrje pri Dobovi
Gabrje pri Dobovi este o localitate din comuna Brežice, Slovenia, cu o populație de 217 locuitori.